# Велеј Патеркул
Марко Велеј Патеркул (око 19. п. н. е. – око 31. н. е.) био је римски историчар, војник и сенатор. Његово дело Римска историја, написана у изразито реторском стилу, обухватала је период од краја Тројанског рата до 30. године нове ере, али је најкориснија за период од Цезарове смрти 44. п. н. е. до Августове смрти 14. године нове ере.

## Биографија
Мало детаља о Велејевом животу је познато са сигурношћу; чак је и његово преноменовање неизвесно. Присцијан, једини антички аутор који га помиње, назива га „Марком“, али насловна страница editio princeps, штампаног 1520. године, назива га „Публијем“, вероватно због забуне са Публијем Велејем поменутим код Тацита. На другим местима, иста књига га назива Гајем. Неки савремени писци користе ово друго име, на основу натписа пронађеног на миљоказу у Ел Харушу у Алжиру, некада делу римске Нумидије; али натпис идентификује Гаја Велеја Патеркула као легата Августа, функцију за коју се не зна да је историчар обављао, и сматра се да датира из времена владавине Клаудија или Нерона, када се сматра да је већ био мртав. Гај Велеј Патеркул о коме се говори може бити исти човек који је био конзул 60. године нове ере, а Луције Велеј Патеркул је био конзул следеће године; али није очигледно како је било ко од њих био у сродству са историчарем.
Преостале информације потичу из Велејевог кратког описа његовог живота, укљученог у његову историју. Рођен је у племићкој кампанској породици око 19. године пре нове ере, иако је место његовог рођења непознато. Био је прапрапраунук Мината Магија из Екуланума у Самнијуму, који је добио римско право гласа за своје поступке током Савезничког рата. Неколико његових предака у наредним генерацијама обављало је важне магистратуре или војне команде, укључујући и његовог ујака, Капитана, који је био члан Римског сената.
Као младић, Велеј је служио као војни трибун у источним провинцијама Рима. 2. године нове ере, био је са војском Гаја Цезара и лично је био сведок сусрета између младог генерала и Фрата V из Партије на обалама Еуфрата. Две године касније, Велеј је био префект коњице који је служио под командом Тиберија у Германији, пошто је већ обављао функцију префекта кастрорума. Наставио је да буде виши члан Тиберијевог штаба све до повратка будућег цара у Рим 12. године нове ере. Док је служио под Тиберијем, Велеј је такође изабран за квестора, што је важан корак на cursus honorum, попунивши ту функцију 7. године нове ере.
Пре своје смрти 14. године нове ере, цар Август је именовао Велеја и његовог брата, Магија Целера, за преторску функцију. Цар је умро пре него што су комиције могле бити одржане, па су два брата формално изабрана под Тиберијем, који су служили свој мандат 15. године нове ере. Мало других детаља о Велејевом животу је познато; своју историју је посветио Марку Виницију, и судећи по његовом опису догађаја током његовог конзулства 30. године нове ере, Велеј је морао још увек бити жив те године. Али Велеј је био међу Сејановим пријатељима, кога хвали у својим списима, и пошто нема доказа да је историчар преживео пад свог пријатеља за дуже време, чини се вероватним да је делио његову судбину.

## Историја
Оригинални наслов Велејеве историје је неизвестан. Editio princeps на насловној страни га стилизује као P. Vellei Paterculi Historiae Romanae duo volumina ad M. Vinicium cos. („Два тома Римске историје Публија Велеја Патеркула конзулу Марку Виницију“), али је ово вероватно дело доделио преписивач или један од граматичара. Дело се често назива „компендијумом римске историје“, што се користи и као наслов, као и скраћенији назив Historiae Romanae, или Римска историја, или једноставно Historiae или Историја.
Дело се састоји од две књиге и очигледно је замишљено као универзална историја. Прва покрива период од последица Тројанског рата до уништења Картагине на крају Трећег пунског рата, 146. године пре нове ере. Том недостаје неколико делова, укључујући почетак и одељак који следи након осмог поглавља, који се бави оснивањем Рима. Друга књига, која наставља историју од доба Грака до конзулства Марка Виниција, 30. године нове ере, је нетакнута. Посебно је користан као једини повезани наратив о догађајима током овог периода; делови Ливијеве историје који се баве касном Републиком су изгубљени и познати су само из кратких прегледа, док су други историчари обрађивали само делове тог периода. Период од Цезарове смрти до Августове смрти је посебно детаљан. 
Велејева тема се углавном састоји од историјских истакнутих делова и портрета карактера, изостављајући суптилније, али подједнако важне детаље. Он се ослања на историјске списе Катона Старијег, Квинта Хортензија, Гнеја Помпеја Трога, Корнелија Непота и Ливија, од којих је већина изгубљена.
Посвећује извесну пажњу грчкој и римској књижевности и бележи јединствене детаље о Луцију Афранију и Луцију Помпонију, али чудно изоставља било какво помињање важних књижевних личности као што су Плаут, Хорације и Проперције. Према Велеју, врхунац савршенства у било којој књижевној области брзо се достиже првим придошлицама. Међутим, ово није био оригиналан увид, већ стандардни поглед на његово време. 

## Наслеђе
Велејусов трактат није био замишљен као пажљива и свеобухватна студија историје. Аутор је то признао и изразио жељу да напише детаљније дело, за које је навео да би дало потпунији приказ Грађанског рата и кампања његовог покровитеља, Тиберија, али нема разлога да се верује да је то икада учинио. Чини се да његова историја није била широко позната у антици. Према схолиасту, читао га је Лукан; Хроника Сулпиција Севера изгледа да је обликована по узору на Велејеву историју; и помиње га Присцијан, али изгледа да је то обим његовог утицаја пре открића тешко оштећеног рукописа у опатији Мурбах у Алзасу 1515. године. Иако је корумпиран и касније изгубљен, овај је чинио основу за editio princeps који је објавио Беатус Ренан 1520. године, и каснији примерак који је стекао Орели.

## Извори
1. ↑  Velleius Paterculus (1924). „Compendium of Roman History”. Digital Loeb Classical Library. Приступљено 2025-06-19.
2. ↑  Bispham, Edward, TIME FOR ITALY IN VELLEIUS PATERCULUS, The Classical Press of Wales, стр. 17—58, Приступљено 2025-06-19
3. ↑  „Epigraphik Datenbank”. db.edcs.eu. Приступљено 2025-06-19.
4. ↑  „Velleius Paterculus”. Brill’s New Pauly Supplements I - Volume 2 : Dictionary of Greek and Latin Authors and Texts. Приступљено 2025-06-19.
5. ↑  Cuomo, Serafina (2019-10-11). „D. WHITEHEAD Philo Mechanicus, On Sieges (Historia Einzelschriften 243). Stuttgart: Franz Steiner Verlag, 2016. Pp. 510. €84. 9783515113434.”. The Journal of Hellenic Studies. 139: 265—266. ISSN 0075-4269. doi:10.1017/s007542691900034x.
6. ↑  Velleius Paterculus (1924). „Compendium of Roman History”. Digital Loeb Classical Library. Приступљено 2025-06-19.
7. ↑  Brilliant, Richard; Boardman, John (1997). „The Oxford History of Classical Art”. The Classical World. 90 (5): 374. ISSN 0009-8418. doi:10.2307/4351970.